# خالد المولهی
خالد المولهی (انگلیسی: Khaled Mouelhi؛ زادهٔ ۱۳ فوریهٔ ۱۹۸۱) بازیکن فوتبال اهل تونس است.
از باشگاه‌هایی که در آن بازی کرده‌است می‌توان به باشگاه فوتبال اسپرانس تونس، باشگاه فوتبال لیلستروم، و باشگاه فوتبال آفریقایی اشاره کرد.
وی همچنین در تیم ملی فوتبال تونس بازی کرده‌است.